# Загай-под-Бочем
Загай-под-Бочем (словен. Zagaj pod Bočem) — поселення в общині Рогашка Слатина, Савинський регіон, Словенія. Висота над рівнем моря: 303,3 м.